# Ring belge R4
Pour les articles homonymes, voir R4.
Le ring belge R4 est le ring de Gand. La voie est importante pour le trafic du port mais aussi pour le trafic gantois. Dans le sud, la route fait un arc autour du centre de la ville de Gand et au nord la route fait un tracé long et fin autour des ports de Gand jusqu'à Zelzate. Cette route contient un tronçon autoroutier, mais la majeure partie du ring est seulement en route à voies séparées.

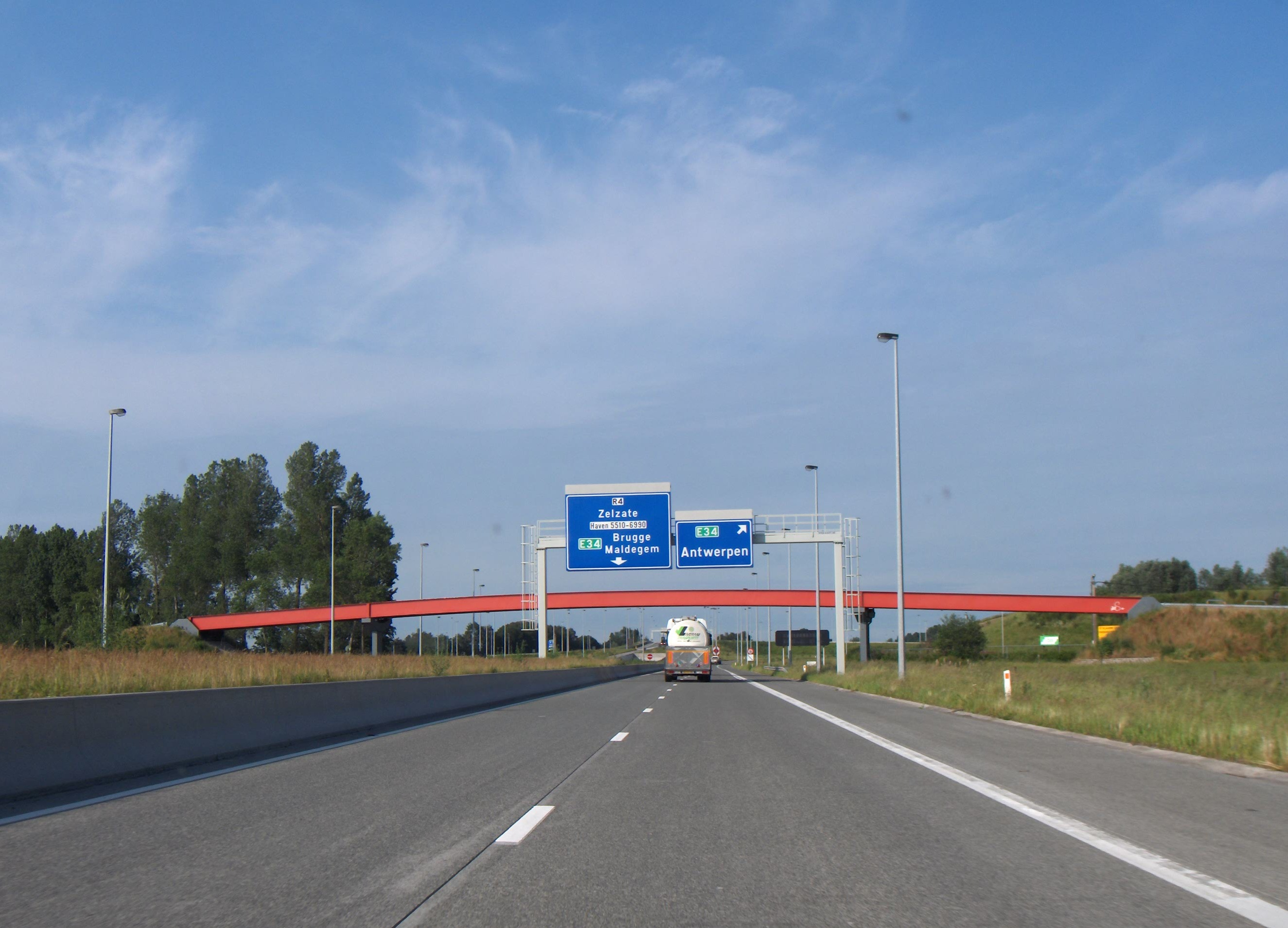
R4, partie nord-ouest en provenance de Gand, à la hauteur de la E34 près de Zelzate

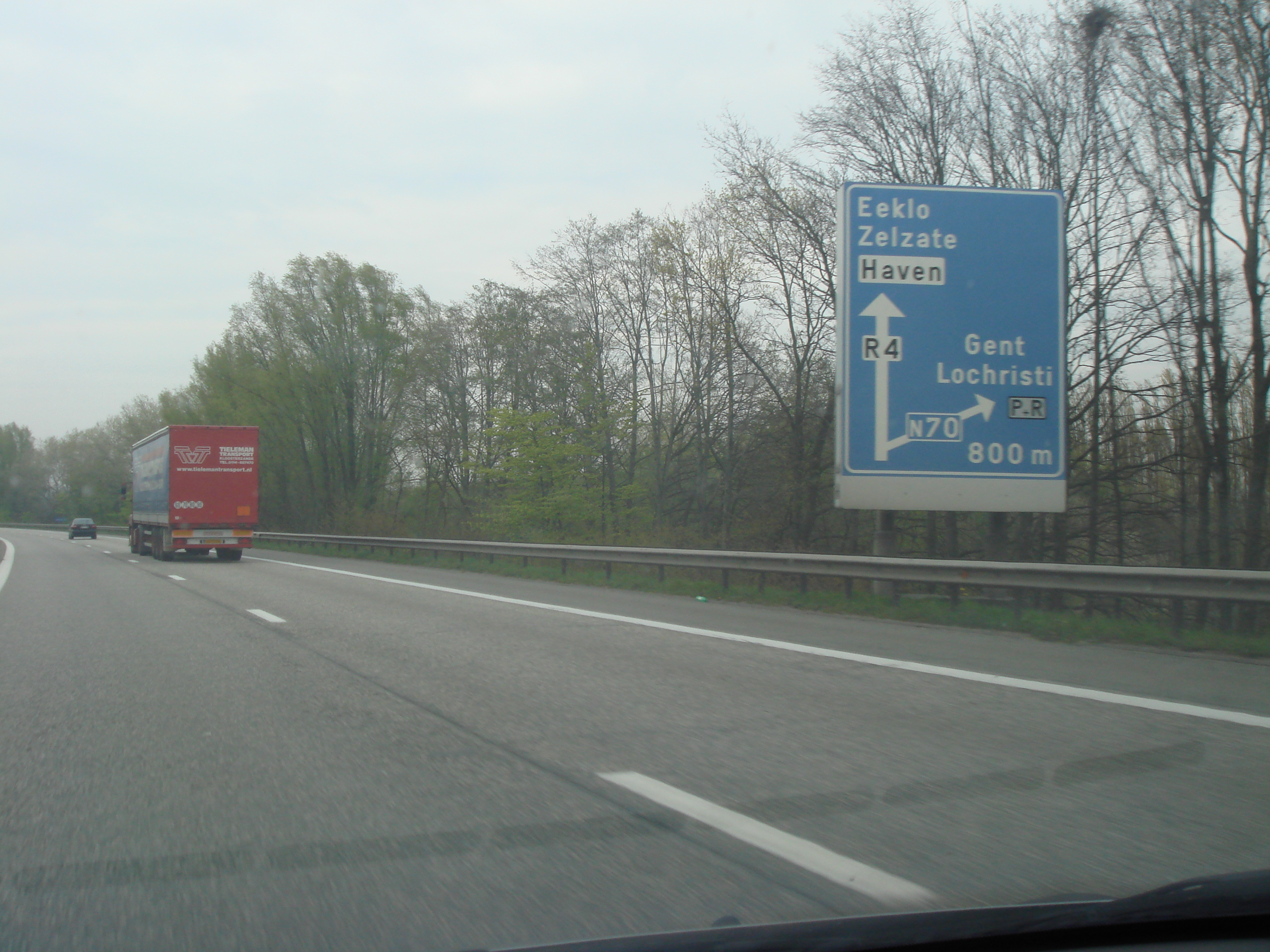
R4, au niveau de Lochristi